# Celastrus flagellaris
Celastrus flagellaris là một loài thực vật có hoa trong họ Dây gối. Loài này được Rupr. mô tả khoa học đầu tiên năm 1857.